# 이영은 (2004년)
이영은(2004년 1월 15일~)은 대한민국의 배우이자 모델이다. 2009년 CF 광고 모델로 처음 데뷔하였다.

## 학력
- 리라아트고등학교 영상음악콘텐츠학과 졸업
- 건국대학교 영상영화학과 21학번 재학

## 출연 작품

### 드라마
| 연도      | 방송사  | 제목                                                     | 역할                                   | 비고 |
| --------- | ------- | -------------------------------------------------------- | -------------------------------------- | ---- |
| 2011      | EBS 1TV | 어린이 드라마 《꾸러기 천사들》                          | 강채린                                 |      |
| 2011      | OCN     | 금요 드라마 《특수사건 전담반 TEN》                      | 어린 수진                              |      |
| 2012      | JTBC    | 월화 드라마 《신드롬》                                   | 이말년의 손녀                          |      |
| 2012      | MBN     | 토일 특별기획 드라마 《사랑도 돈이 되나요》              | 어린 홍미미 (왕빛나 아역)              |      |
| 2012      | KBS 2TV | 단막극 《KBS 드라마 스페셜 - 불이문》                    | 어린 해정 (전익령 아역)                |      |
| 2012      | KBS 2TV | 수목 미니시리즈 《세상 어디에도 없는 착한남자》          | 강명주                                 |      |
| 2013      | SBS     | 아침 드라마 《당신의 여자》                              | 어린 민세연 (박영린 아역)              |      |
| 2013      | JTBC    | 주말 드라마 《궁중잔혹사 꽃들의 전쟁》                   | 효명옹주                               |      |
| 2013      | SBS     | 주말극장 《원더풀 마마》                                 | 어린 고영채 (정유미 아역)              |      |
| 2013      | KBS 2TV | 수목 드라마 《비밀》                                     | 조민혁의 부탁으로 물건을 건네주는 아이 |      |
| 2014      | JTBC    | 주말 드라마 《12년만의 재회: 달래 된, 장국》             | 어린 강함초 (정인선 아역)              |      |
| 2014      | EBS 1TV | ABU 어린이 드라마 《무인도의 세 친구》                   | 솔지                                   |      |
| 2014      | KBS 2TV | 단막극 《KBS 드라마 스페셜 - 칠흑》                      | 정우영                                 |      |
| 2014      | KBS 2TV | TV소설 《일편단심 민들레》                               | 어린 신세영 (홍인영 아역)              |      |
| 2014      | OCN     | 일요드라마 《닥터 프로스트》                             | 어린 박인영 (서이안 아역)              |      |
| 2015      | SBS     | 주말 특별기획 드라마 《내 마음 반짝반짝》                | 어린 이순진 (장신영 아역)              |      |
| 2015      | tvN     | 금토 드라마 《슈퍼대디 열》                              | 엄보미                                 |      |
| 2015      | JTBC    | 금토 드라마 《디데이》                                   | 고나리                                 |      |
| 2016      | MBC     | 수목 드라마 《한 번 더 해피엔딩》                        | 어린 한미모 (장나라 아역)              |      |
| 2016      | tvN     | 창사 10주년 금토 특별기획 드라마 《시그널》              | 김윤정                                 |      |
| 2016      | MBC     | 주말 드라마 《불어라 미풍아》                            | 어린 김미풍 / 김승희 (임지연 아역)     |      |
| 2017      | KBS 2TV | 단막극 《KBS 드라마 스페셜 연작 시리즈 - 맨몸의 소방관》 | 어린 한진아 (정인선 아역)              |      |
| 2017      | SBS     | 드라마 스페셜 《다시 만난 세계》                         | 어린 성영인 (김가은 아역)              |      |
| 2017      | SBS     | 아침 드라마 《해피시스터즈》                             | 최진희                                 |      |
| 2018      | KBS 2TV | 월화 드라마 《라디오 로맨스》                            | 어린 송그림 (김소현 아역)              |      |
| 2018      | MBC     | 주말 특별기획 드라마 《이별이 떠났다》                   | 어린 정효 (조보아 아역)                |      |
| 2018      | SBS     | 드라마 스페셜 《친애하는 판사님께》                      | 김초원                                 |      |
| 2018      | XtvN    | 월화 드라마 《복수노트 2》                               | 반하니 (특별 출연)                     |      |
| 2018      | 채널A   | 금요 미니시리즈 《열두밤》                               | 어린 강채원 (이예은 아역)              |      |
| 2019      | KBS 1TV | 3.1 운동 100주년 특집 드라마 《그날이 오면》             | 이장옥                                 |      |
| 2020      | SBS     | 일일 드라마 《엄마가 바람났다》                          | 최유경                                 |      |
| 2021      | SBS     | 월화 드라마 《라켓소년단》                               | 여자 재수탱이 (특별 출연)              |      |
| 2022~2023 | TV조선  | 주말 드라마 《빨간풍선》                                 | 조은별                                 |      |
| 2025      | 왓차    | 목금 드라마 《비밀사이》                                 | 정다슬                                 |      |

### 시트콤
| 연도 | 방송사 | 제목                                  | 역할                      | 비고 |
| ---- | ------ | ------------------------------------- | ------------------------- | ---- |
| 2011 | MBN    | 일일 시트콤 《왔어 왔어 제대로 왔어》 | 어린 배수진 (이수경 아역) |      |

### 영화
| 연도 | 제목                   | 역할                     | 감독   | 비고 |
| ---- | ---------------------- | ------------------------ | ------ | ---- |
| 2013 | 《48미터》 (독립 영화) | 손주현                   | 민백두 |      |
| 2013 | 《사랑해! 진영아》     | 7세 김진영 (김규리 아역) | 이성은 |      |

### 광고
| 연도 | 기업     | 제품                    | 종류        | 공동 출연 |
| ---- | -------- | ----------------------- | ----------- | --------- |
| 2011 | MBC      | MBC 캠페인 - 같은 말 편 | 공익광고    |           |
| 2018 | 동아제약 | 가그린 - 완전투명 편    | 구강 세정제 | 박보영    |

## 수상 및 후보
| 연도 | 시상식       | 부문               | 작품              | 결과 |
| ---- | ------------ | ------------------ | ----------------- | ---- |
| 2016 | MBC 연기대상 | 여자 청소년 연기상 | 《불어라 미풍아》 | 후보 |

## 가족 관계
- 여동생 : 이하은